# Beaucamps-le-Jeune
Beaucamps-le-Jeune là một xã ở tỉnh Somme, vùng Hauts-de-France, Pháp.

## Địa lý
Thị trấn này tọa lạc trên đường D496, gần bờ sông Bresle, biên giới hai tỉnh Somme và Seine-Maritime.

## Dân số
| 1962                                                           | 1968 | 1975 | 1982 | 1990 | 1999 |
| -------------------------------------------------------------- | ---- | ---- | ---- | ---- | ---- |
| 207                                                            | 214  | 203  | 177  | 193  | 187  |
| Số liệu điều tra dân số từ năm 1962, dân số không tính hai lần |      |      |      |      |      |